# 出芽酵母
出芽酵母（しゅつがこうぼ, 英語: budding yeast）は、出芽によって増える酵母の総称であるが、普通は Saccharomyces cerevisiae をさす。

## 概説
酵母は単細胞性の菌類（いわゆる真菌）の総称であり、その多くは菌界（菌類）の子嚢菌門に属している。菌界はキノコなどの仲間を含み、細胞壁を持つことから古くは植物に分類されていた生物群。子嚢菌はその中で子嚢（胞子を包む袋状構造）を形成するグループである。酵母は、単細胞性の菌類である。
一般に酵母は分裂や出芽で増える。しかし単に出芽酵母と言うときは一般に、その中の一種 Saccharomyces cerevisiae を指す。以下この記事でも特に断りがない限り同種についての記述である。また同種は他の酵母よりその有用性や研究の広範さにおいて抜きん出ているため、単に「酵母」や「イースト」と言う場合も同種を指している場合が多い。たとえばパンを作る時に用いるパン酵母は S. cerevisiae であるが、単に「イースト」と呼ばれる。歴史的にも、酵母という単語は S. cerevisiae を指す訳語として明治時代に作られたものである。
出芽酵母は糖を代謝しアルコール発酵を行うことが古来より知られていた。Saccharomyces cerevisiae という学名はギリシャ語の σάκχαρον (sakcharon) 起源のラテン語の糖 Saccharum とギリシャ語の菌 μύκηs (myces)、ビールを意味するケルト語起源のラテン語である Cerevisia の属格 Cerevisiae に由来する。本来のラテン語読みだとサッカロミケス・ケレウィシアエ（サッカロミュケース・ケレウィシアエ）であるが、英語発音（サカロマイシーズ・セレヴィシイーまたはセレヴィシアイ）に引っ張られてサッカロマイセス・セレビシエと呼ばれることも多い。全体として、ラテン語で「ビールの、糖（を代謝する）菌」といった意味を帯びる。

## 利用
同種の亜種はパンや酒（ビール、ワイン、清酒など）を作る際に用いられており、人類にとって最も馴染みの深い有用微生物の一つである。最近では健康ブームの一環でビール酵母の医薬品やサプリメントが人気である（例: エビオス錠、ビール酵母ダイエットなど）。
自然界の出芽酵母は果物の表面や樹液などさまざまな場所に生育している。ワインや清酒づくりに用いられる酵母は、味や品質を左右する要因の一つである。古くはブドウの表面や酒蔵に生息する固有の株が用いられてきたが、近年ではそのような株の中から選抜された優秀な株が純粋培養されワイン酵母や清酒酵母として用いられている。
また、近年はサプリメントとして出芽酵母そのものや出芽酵母から抽出されたベータグルカンやリボ核酸などの成分が販売されるようになっている。
出芽酵母は、実用面での有用性と、実験面での利便性が両輪となり、19世紀のパスツールに始まる発酵・代謝の生化学から、20世紀の遺伝学、分子生物学、細胞生物学、21世紀のシステム生物学にいたるまで、生物学の発展に常に重要な役割を担っているモデル生物である。

## 生活環
真核生物の細胞には一組の染色体をもつ一倍体（半数体）と二組の染色体をもつ二倍体の世代があり、これらの周期を生活環と呼ぶ。
出芽酵母の生活環の概略図

### 細胞周期と出芽
一倍体と二倍体はそれぞれ出芽によって増殖する。通常条件下は二倍体で存在することが多いが、遺伝学的解析では一倍体がよく用いられる。好環境下で増殖しているときには、細胞周期を2時間程度で一周させる。
細胞周期と連動して出芽が起こる。母細胞から出芽してくる娘細胞が徐々に大きくなり、芽が元の細胞と同じ大きさになった時点で分裂し二つの細胞に分かれる。出芽は無性生殖であり、多細胞生物では体細胞分裂にあたる。
出芽が起きた箇所は出芽痕 (bud scar) と呼ばれ、ここから再度出芽が起こることはない。また出芽痕は胞子形成や接合を行うまで消失しないことからその細胞の分裂回数を示している。

### 性と接合
一倍体には a 細胞と α 細胞という2種類の性（接合型と呼ぶ）が存在する。a 細胞どうし、α 細胞どうしは接合しない。a 細胞と α 細胞はそれぞれ a ファクターと α ファクターという特有の性ホルモン（フェロモン）を分泌しており、お互いが十分に近接して相手のフェロモンを細胞膜上の受容体で感知すると、通常の増殖を停止し接合をはじめる。互いの方向に向かい細胞が伸長し、互いの細胞膜、続いて核が融合し、二倍体の細胞となる。
接合型は MAT 遺伝子によって決定される。MAT 遺伝子には MAT a と MAT α の二種類があり、それぞれ接合型に対応している。またこれらはホメオボックスを含むタンパク質をコードしている。野生にいる酵母の一倍体細胞は、出芽する度に MAT 遺伝子座にある遺伝子が変わり、これにより娘細胞の接合型を変化させるホモタリズムと呼ばれる生活環をもつ。生物学の研究で通常用いられる実験室株の一倍体細胞の接合型は、何度出芽しても不変であり、ヘテロタリズム（自家不和合性）と呼ばれる。

### 胞子形成と偽菌糸
二倍体細胞は窒素源が枯渇すると、減数分裂を始め胞子を形成する。a 型と α 型、各々二つずつの胞子が、細胞内に形成される。胞子の状態では厳しい環境に耐性があり、やがて環境が好転すると発芽し、一倍体として再び出芽による増殖を開始する。なお、この内生胞子を子嚢胞子、細胞そのものを子嚢と見なして、これがこの生物を子嚢菌とする根拠である。
一倍体、二倍体ともに、いわゆる酵母型といわれる卵型をしているが、ある条件の貧栄養下に細胞が長く伸び出す偽菌糸と呼ばれる形態をとり、栄養を求めてより広い範囲に開する。

## 細胞の構造
出芽酵母の細胞内構造はおおむね真核生物に共通である。細胞も参照のこと。
一倍体細胞は長径 5 μm 程度の卵形（酵母型）をしており、二倍体細胞はそれより若干大きく、両端が多少とがったようなレモン型をしている。細胞の形を決定しているのは最外層にある細胞壁である。細胞壁は高分子多糖類であるグルカン、マンナンを主成分とする。その直下に細胞膜があり、フェロモン受容体や様々な輸送体が機能している。
核の直径は 1 μm 程度で、核膜は細胞周期を通じて消失しないという点、ラミンによる裏打ち構造が存在しない点で、ほ乳類細胞等と異なる。小胞体は核膜に連続したものの他に、網状のネットワークが細胞膜直下の表層部に存在する。ゴルジ体はシス、ミディアル、トランスと機能的に分化して存在するが、それらは層板状にはなっておらず、細胞中に分散したかたちで存在している。液胞はリソソーム同様の機能を果たしており、細胞の中で大きな空間を（直径 1-3 μm 程度）を占めている。ゴルジ体は初期エンドソーム、後期エンドソームの存在もともに知られている。初期エンドソームは液胞間、細胞膜と液胞間の物質の流れを介在する。ミトコンドリア、ペルオキシソームも常に存在し、炭素源の栄養状態に応じて発達してくる。
細胞骨格としては、紡錘糸を形成する微小管、細胞極性を形成するアクチンケーブル、細胞膜上に存在するアクチンパッチ、細胞質分裂に関与するセプチンなどの存在が知られており、各々の制御因子が遺伝学的解析により詳細に報告されている。

## 有用微生物としての出芽酵母
紀元前2000年前のメソポタミアでは既にパン酵母を用いてパンが作られていた。ビール酵母も紀元前1500年頃から記録がある。日本では古くから醸造においてコウジカビと共に清酒酵母が用いられている。現在でも発酵工業や食品工業において出芽酵母は必要不可欠な存在である。
パン酵母、清酒酵母、ビール酵母、ワイン酵母は基本的には、S. cerevisiae の亜種であり、例えば清酒酵母と実験室株のゲノムの差異は 1% 程度であるともいわれている。しかし、それぞれの実用酵母は、それぞれの用途に応じて適した株が選ばれてきており、例えば高エタノール濃度でも生育するというような実験室株では見られない特徴を示す。また、ビール酵母、ワイン酵母の場合は Saccharomyces 属の別種の酵母が使われている場合もある。
出芽酵母は嫌気呼吸として、他の多くの生物のように乳酸発酵を行わず、アルコール発酵を行う。これは出芽酵母がピルビン酸脱炭酸酵素という特殊な酵素を含むピルビン酸デヒドロゲナーゼ複合体（EC 1.2.4.1、EC 1.8.1.4、EC 2.3.1.12三酵素の複合体）を持っているためであり、それによりピルビン酸がアセトアルデヒドになり、それがアルコールデヒドロゲナーゼによりエタノールに変換される。
出芽酵母は、ピルビン酸デヒドロゲナーゼ(EC 1.2.4.1) の補因子であるチアミン（ビタミンB1）を自ら合成できるとともに、培地に存在するチアミンを吸収し、細胞内に集積することができる。種によっては、その乾燥重量の10%のチアミンを集積できる。

## 真核細胞のモデルとしての出芽酵母
出芽酵母は様々な研究領域で真核細胞のモデル生物として利用されている。出芽酵母とヒトの共通性を外見から見いだすのは難しいが、生命現象の基本的な分子機構は驚くほど保存されている。出芽酵母を研究することにより、真核細胞の基本的な性質について知ることができ、その真核細胞の中にヒトも植物も含まれるというのがより正確な認識かもしれない。すなわち、出芽酵母で明らかになったそれらの分子機構は、どの真核生物にもおおむね当てはめることができるのである。

### モデル生物としての利点
1. 安価な培地を用い、短い世代時間で増殖させることができる。
2. 均一な細胞集団を大量に用意できる為に、生化学的解析に適している。
3. 一倍体世代、二倍体世代が安定して存在することをはじめ、遺伝学的解析に適した特性もっている。特に前者は、劣性変異の表現型を容易に調べられるという点から重要である。
4. ゲノムサイズが1200万bpでヒトの250分の1、大腸菌の4倍と小さい。
5. 相同組替え効率が高いことから遺伝子破壊のようなゲノムの編集法が発達していることをはじめ、多くの便利な分子生物学的手法が蓄積している。

システム生物学のモデルとしての特性は後述する。

### 研究例
出芽酵母は1950年代には実験材料として用いられはじめていたが、当時のセントラルドグマ研究では、より早く増殖するファージや大腸菌が多用されていた。1970年代半ばから分子生物学は真核生物研究に移行しはじめ、出芽酵母がモデル生物として注目されはじめる。
リーランド・ハートウェルは1960年代半ばから出芽酵母の突然変異体を用いた先見的な細胞周期研究を始めていた。出芽酵母細胞を変異源で処理し、細胞周期が温度感受的に停止する変異株を多数取得した。その解析から、細胞周期のチェックポイントという考え方を導き出し、細胞周期の制御に関わる遺伝子を明らかにした。この発見により、ハートウェルは2001年にノーベル生理学・医学賞を受賞している。細胞周期制御の分子機構の多くは出芽酵母を用いた研究で明らかにされており、細胞骨格、細胞極性といった関連分野の展開につながった。
出芽酵母の中にも、プリオンの振る舞いをするタンパク質があり、プリオン感染の分子機構の解析が行われている。
出芽酵母の接合過程に欠損のある変異株の解析から、Gタンパク質共役受容体からMAPキナーゼのカスケードを経て遺伝子発現制御にいたる、真核細胞に基本的なシグナル伝達経路が明らかになった。
染色体研究では、酵母の複製起点やセントロメア、テロメアなどについての知見が得られ、これらをつなぎあわせた人工染色体 (YAC) は長いゲノム断片のベクターとして応用されている。

### システム生物学のモデルとしての出芽酵母
出芽酵母S288C株のゲノムの全塩基配列が、1996年に真核生物として初めて、米欧日から組織された国際チームから発表された。発表当初16本の染色体上に5885個の蛋白質をコードする遺伝子があると予想されたが、その後の様々な見直し作業により、2003年7月現在、6569個に修正されている。
このことを契機として、これまでの個別の遺伝子、タンパク質を解析する立場とは異なり、細胞全体の遺伝子発現（マイクロアレイ、SAGE 法）、タンパク質量（プロテオーム）を解析しようという機運が生じ、これらのシステム生物学とも呼ぶべき新しい方法論を開発していくモデルとして、出芽酵母が盛んに利用された。また、あらゆる遺伝子について、それぞれを破壊した株のコレクションがつくられ、それらに対して様々な表現型を解析する研究が進行している。その他に、全てのタンパク質間の相互作用をツーハイブリッド法やTAP精製法で解析すること、全てのタンパク質に緑色蛍光タンパク質 (GFP) を融合させてその局在を解析することなども行われている。
このような状況が生まれる背景としては、個々の因子について従来からの知識の蓄積が多いこと、またそれらを記述したデーターベースがよく整備されていたことも重要だったと思われる。これらの網羅的な方法論が、今後どのような展開をもたらすのか注目されている。

## 病原性
免疫状態が健康で有れば出芽酵母が体内に定着して病原性を顕す事は無いが、抗菌薬の服用によって腸内細菌叢のバランスが崩れた時に出芽酵母が消化器官内に定着し体内でエチルアルコールを生産する腸発酵症候群を発症することがあると報告されている。